# John R. Vane
Sir John Robert Vane (29. ožujka, 1927. – 19. studenog, 2004.) bio je britanski farmakolog. 
Dobio je Nobelovu nagradu za fiziologiju ili medicinu 1982.g. za svoj rad na aspirinu, kod kojega je otkrio da inhibira sintezu prostaglandina.

## Vanjske poveznice
- Nobelova nagrada - autobiografija (engl.)